# アル・スーフィー (小惑星)
アル・スーフィー (12621 Alsufi) は小惑星帯にある小惑星。パロマー天文台のトム・ゲーレルスとライデン天文台のファン・ハウテン夫妻が発見した。
10世紀のペルシア人天文学者アブドゥル・ラフマーン・スーフィーに因んで名付けられた。